# Palazzo Bagatti Valsecchi

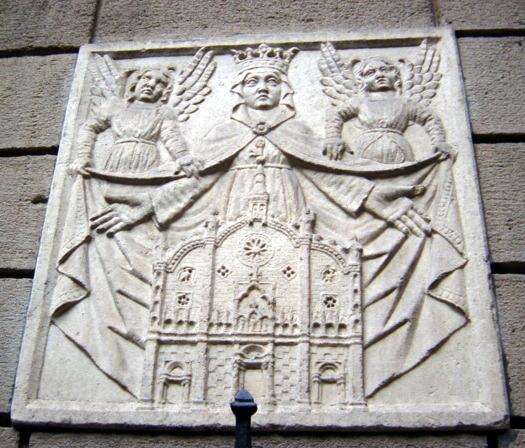
Dombormű a múzeum falán

A Palazzo Bagatti Valsecchi (via Santo Spirito 10) egy milánói palota, az azonos nevű képzőművészeti gyűjtemény otthona.

## Leírása
A 19. században építtették Fausto és Giuseppe Bagatti Valsecchi testvérek. A palota a 16. századra jellemző reneszánsz stílusban épült fel. Ma egy múzeumnak ad otthont, melyben a két fivér által összegyűjtött képzőművészeti és iparművészeti alkotások kerültek bemutatásra. Udvarának érdekessége egy terrakottából készült Madonna-dombormű. A gyűjtemény legértékesebb darabjai egy 15. századi oltárkép és Gentile Bellini San Giustina című festménye. A múzeumot 1998-ban nyitották meg a nagyközönség számára.

## Külső hivatkozások
- (olaszul) A múzeum hivatalos honlapja Archiválva 2013. június 22-i dátummal a Wayback Machine-ben